# Жан Арман де Жуайєз
Жан Арман де Жуайєз (фр. Jean-Armand de Joyeuse; 1631 — 1 липня 1710) — військовий та державний діяч Французького королівства, маркіз де Гранпре, маршал Франції.

## Життєпис
Походив зі шляхетського пікардійського роду Жуайєз. Другий син графа Антуана Франсуа де Жуайєза, губернатора Музона, та Генрієтти де Вьовіль. Народився 1631 року. Про молоді роки та освіту відомостей замало.
Військову службу розпочав у 1647 році. З 1649 року опинився на боці королівського двору та кардинала Мазаріні. У 1652 та 1654 роках відзначився у битвах біля Ретелю та Стесі відповідно, де бився проти військ Фронди. 1658 року одружився зі стриєчною сестрою Маргаритою.
Пройшов військові щаблі під час Деволюційної війни, Голландської війни та Війни за об'єднання. Брав участь у Війні Аугсбурзької ліги, на початку якої 1688 року отримав звання генерал-лейтенанта. 1693 року в битві під Нервінденом командував лівим флангом. Був тяжко поранений, йому надано звання маршала, але залишив військову службу.
1703 року Жуайєза було призначено губернатором Меца, Туля і Вердена. Помер 1710 року в Парижі.

## Родина
Дружина — Маргарита, донька Мішеля де Жуайєза, барона Верпель.
Дітей не було.